# Горење при Зречах
Горење при Зречах (словен. Gorenje pri Zrečah) је насељено место у општини Зрече, Савињска регија, Словенија.

## Историја
До територијалне реорганизације у Словенији било је у саставу старе општине Словенске Коњице.

## Становништво
У попису становништва из 2011. године, Горење при Зречах је имало 110 становника.
| Број становника према пописима | Број становника према пописима | Број становника према пописима |
| ------------------------------ | ------------------------------ | ------------------------------ |
| 1991                           | 2002                           | 2011                           |
| 132                            | 114                            | 110                            |

Напомена: До 1955. исказивано под именом Света Кунигунда.